# Synagogue de Saint-Dizier
La synagogue Beth Israël est un lieu de culte juif situé rue du maréchal de Lattre de Tassigny à Saint-Dizier, en Haute-Marne.

## Histoire
Elle est construite en 1867 sur le site de la brasserie Fort-Carré, rue Lalande. En 1927, elle est démontée pierre par pierre et reconstruite sur le nouveau site, aujourd'hui rue du maréchal de Lattre de Tassigny. Pendant l'Occupation de la France par l'Allemagne durant la Seconde Guerre mondiale, des militaires allemands utilisent l'édifice comme magasin de stockage.
Elle est fermée au culte de 1974 à 2011. Après rénovation par l'association Synagogue Beth Israël, elle est rouverte le 18 décembre 2011,,.

## Description
Dans le style de l'historicisme, elle s'inspire de la description du Temple de Jérusalem de la Bible. Elle est de plan rectangulaire. Sa façade est flanquée de deux pilastres crénelés dotés chacun d'une arcature aveugle, d'un portail en plein-cintre flanqué de deux colonnes, à voussure en décor à dents de scie. Sur le tympan s'inscrit une citation extraite du livre d'Isaïe dans la Bible, chapitre 56, verset 7, en hébreu « כִּי בֵיתִי, בֵּית-תְּפִלָּה יִקָּרֵא לְכָל-הָעַמִּים » et sa traduction en français « Ma maison sera une maison de prière pour tous les peuples ». Au sommet se trouve une représentation des Tables de la Loi. Le mur latéral droit est percé de quatre baies en plein cintre.